# Харитоновка (Хмельницкая область)
Харитоновка (укр. Харитонівка) — село в Дунаевецком районе Хмельницкой области Украины.
Население по переписи 2001 года составляло 83 человека. Почтовый индекс — 32416. Телефонный код — 3858. Занимает площадь 0,644 км². Код КОАТУУ — 6821888702.

## Местный совет
32416, Хмельницкая обл., Дунаевецкий р-н, с. Терновая